# Corcos (kommunhuvudort)
Corcos är en kommunhuvudort i Spanien.   Den ligger i provinsen Provincia de Valladolid och regionen Kastilien och Leon, i den centrala delen av landet, 170 km nordväst om huvudstaden Madrid. Corcos ligger 792 meter över havet och antalet invånare är 264.
Terrängen runt Corcos är lite kuperad. Runt Corcos är det ganska glesbefolkat, med 43 invånare per kvadratkilometer. Närmaste större samhälle är Valladolid, 17,3 km söder om Corcos. Trakten runt Corcos består till största delen av jordbruksmark.